# Кубински тимпани
Кубински тимпани (на английски: timbales) са музикални перкусионни инструменти от групата на мембранофонните инструменти. Често се бъркат с тимпаните.
Кубинските тимпани имат латиноамерикански произход.